# Secret Voyage
Secret Voyage  è il settimo album del gruppo musicale britannico Blackmore's Night.
Ancora una volta Ritchie Blackmore e Candice Night, accompagnati dalla loro Band of Minstrels, ci offrono un disco che ci porta con sé in un viaggio tra la musica medievale e quella contemporanea, in mezzo a melodie europee tradizionali riarrangiate, brani originali e cover di altri artisti (qua troviamo Rainbow Eyes, canzone del 1978 dei Rainbow di Blackmore, e Can't Help Falling in Love di Elvis Presley).

## Tracce
1. God Save the Keg - 3:40
2. Locked Within the Crystal Ball - 8:04 (tema da "Stella Splendens" da "Llibre Vermell de Montserrat")
3. Gilded Cage - 3:42
4. Toast to Tomorrow - 3:49 (tradizionale russa)
5. Prince Waldeck's Galliard - 2:13
6. Rainbow Eyes - 6:01 (Rainbow cover)
7. The Circle - 4:48
8. Sister Gypsy - 3:21
9. Can't Help Falling in Love - 2:51 (Elvis Presley cover)
10. Peasant's Promise - 5:33
11. Far Far Away - 3:45
12. Empty Words - 2:40